# 武道館
武道館（ぶどうかん）は、武道の稽古や試合を主に行うための日本の屋内競技場（道場）である。

## 概要
主道場の床は板張り（フローリング）のものが多く、柔道等の場合は畳を敷き詰めて使用する。床の形状は長方形、正方形から八角形もある。一つの建物内に複数の武道室があり　「総合武道場」と称している施設もある。柔道に用いられる柔道場、剣道に用いられる剣道場、弓道に用いられる射場などが設けられる。
また、日本武道館や都道府県立の武道館は国体やインターハイといった全国規模の会場の一つとして造られ、天井が高く収容人数も2000人以上であることから、各種室内競技に加えイベント会場やコンサートホールとしても使用されるものもある。施設によって用途は様々であるが、実態は多目的ホールとなっており、体育館の一種にも数えられている。
第二次世界大戦以前は、剣道や柔道等、武道の稽古や試合は一般的に学校や寺の講堂、町の道場などで行われていたが、戦後始まった国民体育大会や1964年（昭和39年）の東京オリンピックに合わせ日本武道館が柔道や剣道競技の会場として造られた頃から、教育施設として全国各地に造られた大型道場の多くが｢武道館｣と名付けられ、普及していったとものと思われる。

## 主な武道館
- 日本武道館 - 武道館の代名詞的存在であることも多い。
- 青森県武道館
- 秋田県立武道館
- 山形県武道館
- 茨城県武道館
- 群馬県総合スポーツセンターぐんま武道館
- 埼玉県立武道館
- 東京武道館
- 神奈川県立武道館
- 横浜武道館
- 新潟県立武道館
- 県営富山武道館
- 県営高岡武道館
- 石川県立武道館
- 福井県立武道館
- 山梨県小瀬スポーツ公園武道館
- 長野県立武道館
- 静岡県武道館
- 愛知県武道館
- 三重武道館
- 滋賀県立武道館
- 兵庫県立武道館
- 和歌山県立武道館
- 鳥取県立武道館
- 島根県立武道館
- 岡山武道館
- 宮本武蔵顕彰武蔵武道館
- 徳島県立中央武道館
- 香川県立武道館
- 愛媛県武道館
- 高知県立武道館
- 福岡武道館
- 長崎県立武道館
- 熊本武道館
- 沖縄県立武道館